# Fussball-Club Rot-Weiß Erfurt 2003-2004
Questa voce raccoglie le informazioni riguardanti il Fussball-Club Rot-Weiß Erfurt nelle competizioni ufficiali della stagione 2003-2004.

## Stagione
Nella stagione 2003-2004 il Rot Weiss Erfurt, allenato da René Müller, concluse il campionato di Regionalliga sud al 2º posto. In Coppa di Germania il Rot Weiss Erfurt fu eliminato al primo turno dall'Alemannia Aquisgrana.

## Rosa
| N. |                                 | Ruolo | Calciatore         |
| -- | ------------------------------- | ----- | ------------------ |
| 1  | Rep. Ceca (bandiera)            | P     | René Twardzik      |
| 2  | Germania (bandiera)             | D     | Rudolf Zedi        |
| 4  | Germania (bandiera)             | D     | Ralf Klingmann     |
| 5  | Germania (bandiera)             | D     | Tino Gerke         |
| 6  | Germania (bandiera)             | D     | Sven Kresin        |
| 7  | Germania (bandiera)             | C     | Frank Kaiser       |
| 8  | Germania (bandiera)             | C     | Björn Laars        |
| 9  | Germania (bandiera)             | A     | Enrico Neitzel     |
| 10 | Bosnia ed Erzegovina (bandiera) | C     | Branko Okic        |
| 11 | Germania (bandiera)             | A     | Ronny Hebestreit   |
| 12 | Svizzera (bandiera)             | P     | Andreas Kronenberg |
| 13 | Germania (bandiera)             | D     | Sebastian Mees     |
| 16 | Germania (bandiera)             | C     | Tony Schnuphase    |
| 17 | Germania (bandiera)             | D     | Torsten Traub      |

| N. |                     | Ruolo | Calciatore           |
| -- | ------------------- | ----- | -------------------- |
| 18 | Germania (bandiera) | A     | Georg-Martin Leopold |
| 20 | Germania (bandiera) | C     | Oliver Glöden        |
| 21 | Germania (bandiera) | D     | David Fall           |
| 22 | Germania (bandiera) | A     | René Müller          |
| 23 | Germania (bandiera) | C     | Sven Hartwig         |
| 23 | Germania (bandiera) | A     | Henri Fuchs          |
| 24 | Germania (bandiera) | C     | Michael Hopp         |
| 25 | Germania (bandiera) | D     | Justus Six           |
| 26 | Germania (bandiera) | P     | Daniel Rothe         |
| 27 | Germania (bandiera) | A     | Robert Fischer       |
| 28 | Germania (bandiera) | D     | Andreas Richter      |
|    | Romania (bandiera)  | C     | Maximilian Nicu      |
|    | Brasile (bandiera)  | A     | Caysa da Silva       |

## Organigramma societario
Area tecnica
- Allenatore: René Müller
- Allenatore in seconda: Alois Schwartz
- Preparatore dei portieri:
- Preparatori atletici:
- Analisi video:

## Calciomercato

### Sessione estiva
| Acquisti | Acquisti        | Acquisti           | Acquisti |
| R.       | Nome            | da                 | Modalità |
| -------- | --------------- | ------------------ | -------- |
| D        | David Fall      | Waldhof Mannheim   |          |
| C        | Michael Hopp    | Fortuna Düsseldorf |          |
| C        | Frank Kaiser    | Verl               |          |
| D        | Sven Kresin     | Kickers Stoccarda  |          |
| A        | René Müller     | Augusta            |          |
| C        | Tobias Nebe     | Baunatal           |          |
| A        | Enrico Neitzel  | Schönberg          |          |
| D        | Andreas Richter | Plauen             |          |
| C        | Teo Rus         | Waldhof Mannheim   |          |
| D        | Torsten Traub   | St. Pauli          |          |
| D        | Rudolf Zedi     | Chemnitz           |          |

| Cessioni | Cessioni          | Cessioni          | Cessioni |
| R.       | Nome              | a                 | Modalità |
| -------- | ----------------- | ----------------- | -------- |
| C        | Bruno Akrapović   | Kickers Offenbach |          |
| D        | Danny Bach        | Sachsen Lipsia    |          |
| A        | Enis Dzihic       | Wehen Wiesbaden   |          |
| C        | Sebastian Hartung | Dinamo Dresda     |          |
| C        | Patrick Hornung   | Wehen Wiesbaden   |          |
| D        | Norman Loose      | Unterhaching      |          |
| A        | Christian Müller  | Carl Zeiss Jena   |          |
| C        | Silvio Pätz       | Union Berlino     |          |
| C        | Torsten Raspe     | TSV Schönaich     |          |
| C        | Carsten Sträßer   | Jahn Ratisbona    |          |
| C        | Torsten Ziegner   | Magonza           |          |

### Sessione invernale
| Acquisti | Acquisti           | Acquisti          | Acquisti |
| R.       | Nome               | da                | Modalità |
| -------- | ------------------ | ----------------- | -------- |
| C        | Sven Hartwig       | Lokomotive Lipsia |          |
| C        | Oliver Glöden      | Karlsruhe         |          |
| P        | Andreas Kronenberg | Holstein Kiel     |          |
| C        | Maximilian Nicu    | Unterhaching      |          |

| Cessioni | Cessioni        | Cessioni      | Cessioni |
| R.       | Nome            | a             | Modalità |
| -------- | --------------- | ------------- | -------- |
| A        | Tomasz Szewczuk | Miedź Legnica |          |
| C        | Tobias Nebe     | Hessen Kassel |          |

## Risultati

### Regionalliga

#### Girone di andata
| Arbitro: | Karle |

|                           |           |  |
| Guerrero 4’ Misimović 33’ | Marcatori |  |

| Arbitro: | Schmidt |

|                |           |         |
| Fuchs 30’, 62’ | Marcatori | 5’ Zott |

| Arbitro: | Kempter |

|                 |           |  |
| Obinna 55’, 74’ | Marcatori |  |

| Arbitro: | Perl |

|                        |           |              |
| Neitzel 42’ Müller 77’ | Marcatori | 38’ Boskovic |

| Arbitro: | Pickel |

|  |           |                           |
|  | Marcatori | 21’ Hebestreit 69’ Kresin |

| Arbitro: | Drees |

|               |           |            |
| Hebestreit 4’ | Marcatori | 88’ Greuel |

| Arbitro: | Kammerer |

|          |           |            |
| Molz 68’ | Marcatori | 12’ Müller |

| Arbitro: | Weiner |

|            |           |  |
| Müller 16’ | Marcatori |  |

| Sinsheim 28 settembre 2003, ore 14:30 CEST 9ª giornata | Hoffenheim | 0 – 0 referto | Rot-Weiß Erfurt | Stadio Dietmar Hopp (4 200 spett.)\| Arbitro: \| Viktora \| |
| Arbitro:                                               | Viktora    |               |                 |                                                             |

| Arbitro: | Welz |

|              |           |                      |
| Szewczuk 48’ | Marcatori | 57’ Hagg 88’ Gmünder |

| Arbitro: | Wagner |

|                                  |           |  |
| Müller 17’ Rathgeb 30’ Gómez 88’ | Marcatori |  |

| Arbitro: | Bielmeier |

|                 |           |          |
| Okic 24’ (rig.) | Marcatori | 61’ Maas |

| Arbitro: | Pflaum |

|                  |           |                                                                 |
| Traub 31’ (aut.) | Marcatori | 18’ (rig.), 50’ (rig.) Okic 27’, 58’, 75’ Müller 36’ Hebestreit |

| Arbitro: | Viktora |

|                      |           |                      |
| Müller 2’ Kresin 18’ | Marcatori | 30’, 90’ Onwuzuruike |

| Arbitro: | Steinborn |

|                                                |           |  |
| Hebestreit 35’, 56’ Müller 43’ Kresin 82’, 83’ | Marcatori |  |

| Arbitro: | Schiffner |

|                        |           |            |
| Choji 61’ Thiebaut 65’ | Marcatori | 76’ Müller |

| Arbitro: | Sippel |

|                                               |           |  |
| Müller 12’ Hebestreit 42’ Kaiser 59’ Zedi 63’ | Marcatori |  |

#### Girone di ritorno
| Arbitro: | Wagner |

|  |           |                                       |
|  | Marcatori | 14’ Guerrero 72’ Fink 90’ Kılıçarslan |

| Arbitro: | Vogler |

|                                  |           |                          |
| Bettenstaedt 55’ van Buskirk 79’ | Marcatori | 20’, 34’ Müller 67’ Okic |

| Arbitro: | Raquet |

|          |           |  |
| Zedi 45’ | Marcatori |  |

| Arbitro: | Kristek |

|                     |           |            |
| Boskovic 52’ (rig.) | Marcatori | 33’ Müller |

| Arbitro: | Maier |

|                |           |  |
| Hebestreit 90’ | Marcatori |  |

| Arbitro: | Dingert |

|                                           |           |                             |
| Guerrera 6’ (rig.) Abdel-Haq 10’ Kolb 88’ | Marcatori | 26’ Neitzel 84’ (rig.) Okic |

| Erfurt 27 marzo 2004, ore 14:00 CET 24ª giornata | Rot-Weiß Erfurt | 0 – 0 referto | Elversberg | Steigerwaldstadion (4 240 spett.)\| Arbitro: \| Sahler \| |
| Arbitro:                                         | Sahler          |               |            |                                                           |

| Arbitro: | Kempter |

|                |           |             |
| Manislavic 52’ | Marcatori | 68’ Richter |

| Arbitro: | Hofmann |

|                  |           |  |
| Neitzel 49’, 52’ | Marcatori |  |

| Arbitro: | Fleischer |

|                           |           |            |
| Schnetzler 6’ Blessin 19’ | Marcatori | 55’ Müller |

| Arbitro: | Sippel |

|                       |           |              |
| Neitzel 3’ Müller 82’ | Marcatori | 53’ Guščinas |

| Arbitro: | Pflaum |

|  |           |                        |
|  | Marcatori | 21’ Müller 87’ Neitzel |

| Arbitro: | Welz |

|                            |           |  |
| Hebestreit 61’ Neitzel 68’ | Marcatori |  |

| Arbitro: | Raquet |

|            |           |            |
| Hilbert 6’ | Marcatori | 75’ Müller |

| Arbitro: | Drees |

|             |           |            |
| Brendel 23’ | Marcatori | 83’ Müller |

| Arbitro: | Perl |

|                          |           |             |
| Müller 7’ Hebestreit 80’ | Marcatori | 63’ Echendu |

| Arbitro: | Brych |

|                                           |           |             |
| Noll 48’ Busch 51’ Rogosic 60’ Seeber 69’ | Marcatori | 38’ Neitzel |

### Coppa di Germania
| Arbitro: | Kircher |

|                                          |                      |                                      |
| Müller 6’                                | Marcatori            | 77’ (rig.) Pflipsen                  |
| Gansauge Kresin Richter Fuchs Hebestreit | Tiri di rigore 3 – 4 | Meijer Pflipsen Blank Michalke Grlić |

## Statistiche

### Statistiche di squadra
| Competizione      | Punti | In casa | In casa | In casa | In casa | In casa | In casa | In trasferta | In trasferta | In trasferta | In trasferta | In trasferta | In trasferta | Totale | Totale | Totale | Totale | Totale | Totale | DR  |
| Competizione      | Punti | G       | V       | N       | P       | Gf      | Gs      | G            | V            | N            | P            | Gf           | Gs           | G      | V      | N      | P      | Gf     | Gs     | DR  |
| ----------------- | ----- | ------- | ------- | ------- | ------- | ------- | ------- | ------------ | ------------ | ------------ | ------------ | ------------ | ------------ | ------ | ------ | ------ | ------ | ------ | ------ | --- |
| Regionalliga sud  | 55    | 17      | 11      | 4       | 2       | 29      | 13      | 17           | 4            | 6            | 7            | 23           | 26           | 34     | 15     | 10     | 9      | 52     | 39     | +13 |
| Coppa di Germania | -     | 1       | 0       | 1       | 0       | 1       | 1       | 0            | 0            | 0            | 0            | 0            | 0            | 1      | 0      | 1      | 0      | 1      | 1      | 0   |
| Totale            | 55    | 18      | 11      | 5       | 2       | 30      | 14      | 17           | 4            | 6            | 7            | 23           | 26           | 35     | 15     | 11     | 9      | 53     | 40     | +13 |

### Andamento in campionato
| Giornata  | 1  | 2 | 3  | 4 | 5 | 6 | 7 | 8 | 9 | 10 | 11 | 12 | 13 | 14 | 15 | 16 | 17 | 18 | 19 | 20 | 21 | 22 | 23 | 24 | 25 | 26 | 27 | 28 | 29 | 30 | 31 | 32 | 33 | 34 |
| --------- | -- | - | -- | - | - | - | - | - | - | -- | -- | -- | -- | -- | -- | -- | -- | -- | -- | -- | -- | -- | -- | -- | -- | -- | -- | -- | -- | -- | -- | -- | -- | -- |
| Luogo     | T  | C | T  | C | T | C | T | C | T | C  | T  | C  | T  | C  | C  | T  | C  | C  | T  | C  | T  | C  | T  | C  | T  | C  | T  | C  | T  | C  | T  | T  | C  | T  |
| Risultato | P  | V | P  | V | V | N | N | V | N | P  | P  | N  | V  | N  | V  | P  | V  | P  | V  | V  | N  | V  | P  | N  | N  | V  | P  | V  | V  | V  | N  | N  | V  | P  |
| Posizione | 17 | 9 | 13 | 9 | 6 | 4 | 6 | 4 | 6 | 7  | 10 | 11 | 8  | 6  | 5  | 7  | 5  | 6  | 4  | 2  | 2  | 2  | 3  | 3  | 3  | 3  | 4  | 3  | 3  | 2  | 2  | 2  | 2  | 2  |

Legenda:

Luogo: C = Casa; T = Trasferta. Risultato: V = Vittoria; N = Pareggio; P = Sconfitta.

### Statistiche dei giocatori
| Giocatore     | Regionalliga sud | Regionalliga sud | Regionalliga sud | Regionalliga sud | Coppa di Germania | Coppa di Germania | Coppa di Germania | Coppa di Germania | Totale   | Totale | Totale      | Totale     |
| Giocatore     | Presenze         | Reti             | Ammonizioni      | Espulsioni       | Presenze          | Reti              | Ammonizioni       | Espulsioni        | Presenze | Reti   | Ammonizioni | Espulsioni |
| ------------- | ---------------- | ---------------- | ---------------- | ---------------- | ----------------- | ----------------- | ----------------- | ----------------- | -------- | ------ | ----------- | ---------- |
| D. Fall       | 25               | 0                | 2                | 0                | 1                 | 0                 | 0                 | 0                 | 26       | 0      | 2           | 0          |
| R. Fischer    | 0                | 0                | 0                | 0                | 0                 | 0                 | 0                 | 0                 | 0        | 0      | 0           | 0          |
| H. Fuchs      | 14               | 2                | 0                | 0                | 1                 | 0                 | 0                 | 0                 | 15       | 2      | 0           | 0          |
| T. Gansauge   | 12               | 0                | 1                | 0                | 1                 | 0                 | 0                 | 0                 | 13       | 0      | 1           | 0          |
| T. Gerke      | 4                | 0                | 0                | 0                | 0                 | 0                 | 0                 | 0                 | 4        | 0      | 0           | 0          |
| O. Glöden     | 14               | 0                | 0                | 0                | 0                 | 0                 | 0                 | 0                 | 14       | 0      | 0           | 0          |
| S. Hartwig    | 0                | 0                | 0                | 0                | 0                 | 0                 | 0                 | 0                 | 0        | 0      | 0           | 0          |
| R. Hebestreit | 32               | 9                | 6                | 1                | 1                 | 0                 | 0                 | 0                 | 33       | 9      | 6           | 1          |
| M. Hopp       | 27               | 0                | 3                | 0                | 0                 | 0                 | 0                 | 0                 | 27       | 0      | 3           | 0          |
| F. Kaiser     | 21               | 1                | 0                | 0                | 1                 | 0                 | 0                 | 0                 | 22       | 1      | 0           | 0          |
| R. Klingmann  | 15               | 0                | 1                | 0                | 0                 | 0                 | 0                 | 0                 | 15       | 0      | 1           | 0          |
| S. Kresin     | 26               | 4                | 9                | 0                | 1                 | 0                 | 0                 | 0                 | 27       | 4      | 9           | 0          |
| A. Kronenberg | 0                | 0                | 0                | 0                | 0                 | 0                 | 0                 | 0                 | 0        | 0      | 0           | 0          |
| B. Laars      | 21               | 0                | 2                | 0                | 1                 | 0                 | 0                 | 0                 | 22       | 0      | 2           | 0          |
| G. Leopold    | 5                | 0                | 1                | 0                | 0                 | 0                 | 0                 | 0                 | 5        | 0      | 1           | 0          |
| S. Mees       | 9                | 0                | 0                | 0                | 0                 | 0                 | 0                 | 0                 | 9        | 0      | 0           | 0          |
| R. Müller     | 30               | 19               | 7                | 0                | 1                 | 1                 | 0                 | 0                 | 31       | 20     | 7           | 0          |
| E. Neitzel    | 29               | 8                | 0                | 0                | 1                 | 0                 | 0                 | 0                 | 30       | 8      | 0           | 0          |
| M. Nicu       | 13               | 0                | 1                | 0                | 0                 | 0                 | 0                 | 0                 | 13       | 0      | 1           | 0          |
| B. Okic       | 34               | 5                | 2                | 0                | 1                 | 0                 | 0                 | 0                 | 35       | 5      | 2           | 0          |
| A. Richter    | 27               | 1                | 6                | 0                | 1                 | 0                 | 0                 | 0                 | 28       | 1      | 6           | 0          |
| D. Rothe      | 1                | 0                | 0                | 0                | 0                 | 0                 | 0                 | 0                 | 1        | 0      | 0           | 0          |
| T. Schnuphase | 0                | 0                | 0                | 0                | 0                 | 0                 | 0                 | 0                 | 0        | 0      | 0           | 0          |
| C. Silva      | 2                | 0                | 0                | 0                | 0                 | 0                 | 0                 | 0                 | 2        | 0      | 0           | 0          |
| J. Six        | 0                | 0                | 0                | 0                | 0                 | 0                 | 0                 | 0                 | 0        | 0      | 0           | 0          |
| T. Szewczuk   | 8                | 1                | 1                | 0                | 0                 | 0                 | 0                 | 0                 | 8        | 1      | 1           | 0          |
| T. Traub      | 31               | 0                | 4                | 0                | 1                 | 0                 | 0                 | 0                 | 32       | 0      | 4           | 0          |
| R. Twardzik   | 33               | 0                | 0                | 0                | 1                 | 0                 | 0                 | 0                 | 34       | 0      | 0           | 0          |
| R. Zedi       | 34               | 2                | 4                | 0                | 1                 | 0                 | 1                 | 0                 | 35       | 2      | 5           | 0          |